# Campeonato Mundial de Ginástica Artística de 2011 - Barra fixa masculino
A competição da barra fixa masculino do Campeonato Mundial de Ginástica Artística de 2011 teve sua final disputada no dia 16 de outubro. A qualificatória que definiu os ginastas finalistas foi disputada em 9 e 10 de outubro.

## Medalhistas
| Ouro   | CHN Zou Kai         |
| Prata  | CHN Zhang Chenglong |
| Bronze | JPN Kohei Uchimura  |

## Resultados

### Qualificatória
Esses são os resultados da qualificatória.
| Pos. | Ginasta              | Total  | Nota |
| ---- | -------------------- | ------ | ---- |
| 1    | JPN Yusuke Tanaka    | 15,600 | Q    |
| 2    | JPN Kohei Uchimura   | 15,533 | Q    |
| 3    | GER Fabian Hambüchen | 15,500 | Q    |
| 4    | USA John Orozco      | 15,266 | Q    |
| 5    | GER Philipp Boy      | 15,266 | Q    |
| 6    | CHN Zou Kai          | 15,166 | Q    |
| 7    | NED Epke Zonderland  | 15,133 | Q    |
| 8    | CHN Zhang Chenglong  | 15,133 | Q    |
| 9    | USA Jonathan Horton  | 15,066 | R    |
| 10   | CRO Marijo Moznik    | 14,933 | R    |
| 11   | RUS Emin Garibov     | 14,933 | R    |

- Q - qualificado para a final
- R - reserva

### Final
Esses são os resultados da final.
| Pos. | Ginasta              | Nota D | Nota E | Pen. | Total  |
| ---- | -------------------- | ------ | ------ | ---- | ------ |
|      | CHN Zou Kai          | 7,700  | 8,741  |      | 16,441 |
|      | CHN Zhang Chenglong  | 7,600  | 8,766  |      | 16,366 |
|      | JPN Kohei Uchimura   | 7,300  | 9,033  |      | 16,333 |
| 4    | GER Fabian Hambüchen | 7,500  | 8,733  |      | 16,233 |
| 5    | NED Epke Zonderland  | 7,400  | 7,433  |      | 14,833 |
| 6    | JPN Yusuke Tanaka    | 7,000  | 7,700  |      | 14,700 |
| 7    | GER Philipp Boy      | 7,000  | 7,300  |      | 14,300 |
| 8    | USA John Orozco      | 5,900  | 8,233  |      | 14,133 |